# Wolfgang Dremmler
Wolfgang Dremmler (12 de julho de 1954 em Salzgitter) é um ex-futebolista profissional alemão, que atuava como meia.

## Carreira
Foi jogador do Bayern de Munique nos anos 80 e participou da Copa de 1982 pela seleção da Alemanha Ocidental. Por ela disputou 27 jogos, marcando 3 gols.